# Математичні структури
Математична структура на множині — в математиці, загальна назва додаткових математичних об'єктів заданих на множині. Для визначення математичних структур задають відношення для елементів множини.
Прикладами математичних структур є алгебраїчні структури (групи, кільця, поля, векторні простори, алгебри над кільцем), міри, метричні структури, топології, порядки, диференціальні структури, категорії і т.д.
Множина може мати більше одної структури одночасно.
Наприклад:
- порядок генерує топологію;
- множина з топологією може бути групою, тоді вона називається топологічною групою.

Відображення між множинами що зберігає структури (так що структури визначені для першої множини відображаються на еквівалентні структури в другій множині) називаються морфізмами. Наприклад:
- гомоморфізм — зберігає алгебраїчні структури;
- гомеоморфізм — зберігає топологічні структури;
- дифеоморфізм — зберігає диференціальні структури.